# Johann Friedrich Wilhelm Herbst
Johann Friedrich Wilhelm Herbst (Petershagen, 1 de noviembre de 1743-Berlín, 5 de noviembre de 1807) fue un naturalista alemán.
Entre 1785 y 1806, Herbst y Carl Gustav Jablonsky llevaron a cabo la primera investigación sistemática sobre los coleópteros en Alemania, siendo coeditores de Naturgeschichte der in- und ausländischen Insekten (1785–1806, 10 v.)

## Obra
- Naturgeschichte der in- und ausländischen Insekten (1785-1806, 10 vol.) (con Carl Gustav Jablonsky)
- Anleitung zur Kenntnis der Insekten (3 v. 1784-1786)
- Naturgeschichte der Krabben und Krebse (3 v. 1782-1804)
- Einleitung zur Kenntnis der Würmer (2 v. 1787-1788)
- Natursystem der ungeflügelten Insekten (4 v. 1797-1800).

## Abreviatura (zoología)
La abreviatura Herbst  se emplea para indicar a Johann Friedrich Wilhelm Herbst como autoridad en la descripción y taxonomía en zoología.